# アマミノコギリクワガタ
アマミノコギリクワガタ（奄美鋸鍬形 Prosopocoilus dissimilis）は、コウチュウ目・クワガタムシ科・ノコギリクワガタ属の1種で、7亜種に分類されている。日本のノコギリクワガタ属では最大種である。
種小名のdissimilisとは「不揃いの」という意味である。リュウキュウノコギリクワガタと呼ばれることもある。

## 形態
体長：♂22.7-79.5mm、♀24-40mm（飼育下の最大：♂80.3mm）体色は黒色、オレンジ色、赤褐色が現れる。メスの体色は オスと似たような傾向にあるが、原名亜種では縦のスジが見られる。ノコギリクワガタとの違いは、頭楯（とうじゅん）が2又になっていること、上翅（じょうし）の光沢が強いこと、第一内歯と第二内歯は近接していることが多いなど。
オスは体格によって大アゴの形状が大きく異なり、大型個体では大きく屈曲し、中型個体では、先に向かって強い湾曲となり、小型個体では短く直線的なノコギリ状となり、ノコギリクワガタと類似しているが、亜種によっては大型個体でも屈曲はせずに、緩やかに湾曲する。
奄美大島産のオスは特に大型で、大アゴが長く太く立派であり、黒い体色が印象的な、最大の亜種である。

## 分布
奄美群島、トカラ列島、沖縄諸島

## 生態
広葉樹の森林に生息していて、生息数はやや少ない。成虫は、活動期が6月中旬から9月上旬である。広葉樹の樹液などを餌としていて、アカメガシワ、タブ、シイなどに集まる。基本的に夜行性であるが、昼間でも、樹上の木陰などの高い所で休んでいることが多い。成虫での寿命は2-3ヵ月である。
メスは、広葉樹の立枯れの地中部、倒木の埋没部やその周辺に産卵し、卵から孵化までは約1ヵ月である。
幼虫は、その朽木を食べて育ち、2回の脱皮を経て終齢である3齢幼虫となる。幼虫期間は約1-2年である。
蛹になるために、春に蛹室（ようしつ）を作り始めて、約1ヵ月かけて蛹となり、蛹から羽化までは約1ヵ月である。羽化した成虫は、ほとんど その夏に活動を開始するが、秋に羽化した成虫は、そのまま越冬し、翌年に蛹室を出て活動を開始する。
クワガタ属等と異なり、本種のオスは朽木に脱出口を掘ることができないため、蛹室は幼虫のうちにあらかじめ朽木の外に出て土中に作られる場合が多い。

## 分類
アマミノコギリクワガタは、７亜種に分類されている。
アマミノコギリクワガタ・基準亜種
Prosopocoilus dissimilis dissimilis（Boileau, 1898）
奄美大島、加計呂麻島。♂23.4-79.5mm ♀28.5-40mm
体色は黒色で、まれに赤褐色が現れる
基本的には日本本土に分布するノコギリクワガタと似ている
メスの上翅にはスジブトヒラタクワガタような隆条がある（収斂現象）
トカラノコギリクワガタ
P. d. elegans（Inahara, 1958）
口之島、中之島、臥蛇島、諏訪之瀬島、悪石島。♂22.7-74.2mm ♀24.5-35mm
原名亜種に比べて体がやや細い。体色は明るいオレンジから黒色。トカラ列島では採集が禁止されている
トクノシマノコギリクワガタ
P. d. makinoi Ichikawa et Fujita, 1985
徳之島。♂29-75.8mm ♀28-39mm
原名亜種に比べても全体的に太短い。第1内歯と第2内歯の間がより離れる。体色は黒色から暗赤褐色
メスの上翅にはアマミノコギリクワガタ同様の隆条がある
オキノエラブノコギリクワガタ
P. d. okinoerabuanus Ichikawa et Fujita, 1985
沖永良部島。♂27.5-64.5mm ♀24.5-30mm
オスの大顎は原名亜種のようには屈曲せずに緩く湾曲し、大型個体でも大顎基部に内歯を持つ。体は細く、頭・前胸は暗褐色で、上翅は明るいオレンジ色
メスの上翅に隆条はない
オキナワノコギリクワガタ
P. d. okinawanus Nomuru, 1962
沖縄本島、古宇利島。♂24-71.2mm ♀24.5-34mm
オスの大顎は原名亜種のようには屈曲せずに緩く湾曲し、大型個体でも大顎基部に内歯を持つ。体は細い。体色は暗赤褐色から黒色。
クメジマノコギリクワガタ
P. d. kumejimaensis Ichikawa et Fujita, 1985
久米島。♂25-63.7mm ♀24.5-31.5mm
オキナワノコギリクワガタに似るが大アゴは太短くより湾曲する。体は太短い。体色は暗赤褐色から黒色
イヘヤノコギリクワガタ
P. d. hayashii Fujita,2009
伊平屋島♂25.2-58.4mm ♀?mm
2009年8月に記載された新亜種